# Pantaibakti
Pantaibakti is een bestuurslaag in het regentschap Bekasi van de provincie West-Java, Indonesië. Pantaibakti telt 6113 inwoners (volkstelling 2010).